# Юда (присілок)
Юда́ (рос. Юда, башк. Юда) — присілок у складі Татишлинського району Башкортостану, Росія. Входить до складу Бадряшевської сільської ради.
Населення — 186 осіб (2010; 196 у 2002).
Національний склад:
- удмурти — 95 %